# Sonny Alade Joiner
Sonny Alade Joiner (* im 20. Jahrhundert) ist ein gambischer Basketballspieler. Er war der erste Gambier, der in den Vereinigten Staaten College-Basketball spielte. Außerdem war der 6 Fuß 9 Zoll große Spieler viele Male Kapitän von Gambia und nach Tijan Massaneh Ceesay der beste Basketballspieler Gambias.

## Leben
Der damalige Direktor des Friedenscorps in Gambia, Richard Wanush, war sein erster Basketballtrainer. Später wurde er vom senegalesischen Trainer Alioune Diop betreut. 1972 gewann er  mit der gambischen Basketballnationalmannschaft in Dakar die erste Goldmedaille. Am Lewis & Clark College in Portland (Oregon), Vereinigte Staaten wurde er von Dean Sempart trainiert. 1976 kam er wieder nach Gambia zurück und spielte für das Basketballteam Saints, das drei Jahre in Folge bei Basketballwettbewerben auf schulischer und nationaler Ebene ungeschlagen blieb. Unterstützung erhielt er von Pater Joseph Gough, dem damaligen Direktor der Saint Augustine’s High School.

## Auszeichnungen und Ehrungen
- 2010: Die Gough Sports Foundation weihte nach Joiner den „Sonny Alade Joiner Basketball/Volleyball courts“ auf dem Father Gough Sports Complex, in Manjai Kunda, ein.[2][3]